# Toni Lehtinen
Toni Pekka Lehtinen (ur. 5 maja 1984) – fiński piłkarz, który od 2011 roku gra w klubie IFK Mariehamn.

## Kariera klubowa
Zawodową karierę zaczynał w TP-Seinäjoki, następnie przez pięć lat w latach 2003–2008 grał w Hace. W tym klubie w 129 meczach zdobył 50 goli. Potem dołączył do Levadiakosu, w styczniu 2009 roku, ale po pół roku opuścił ligę grecką i w sezonie 2009/2010 grał w Szwajcarii, w FC Aarau. W 2010 roku wrócił do Finlandii, do Haki, a w 2011 roku został zawodnikiem IFK Mariehamn.

## Kariera Reprezentacyjna
Lehtinen zadebiutował w reprezentacji Finlandii jako dziewiętnastolatek w 2003 roku. Dotychczas zagrał trzy mecze w narodowych barwach.